# Pau Prats
Pau Prats (Caldes de Montbui, ? - Banyoles, 7 de gener de 1705) fou un monjo de Montserrat, organista i dibuixant.
Va néixer a Caldes de Montbui i va estudiar música a l'escolania de monestir de Montserrat, on va destacar entre els deixebles. Va entrar a prendre l'hàbit de monjo en aquest cenobi el 14 d'octubre de 1680. Posteriorment va passar a ser membre conventual del monestir de Sant Feliu de Guíxols. Va gaudir molta fama com a organista i com a dibuixant, tant que es deia que era el millor que tenien els benedictins.
Segons Baltasar Saldoni va morir l'1 de gener, tanmateix, segons el llibres d'òbits guixolencs, va morir el 7 de gener de 1705 al monestir de Sant Esteve de Banyoles, on va ser enterrat.